# STS-126

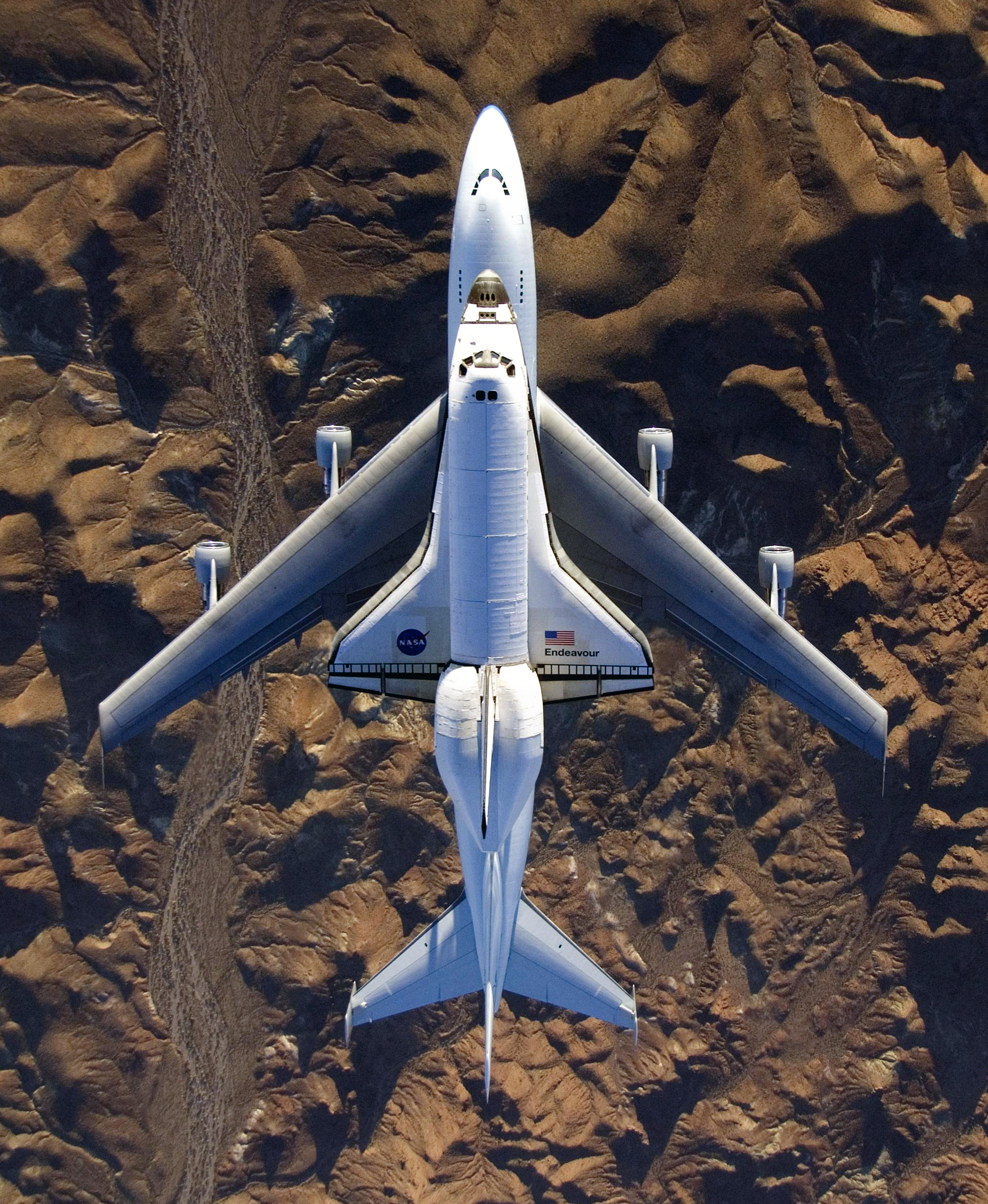
La navette Endeavour STS-126 portée par un Boeing 747 au-dessus du désert des Mojaves.

STS-126 est une mission de la navette spatiale Endeavour à destination de la station spatiale internationale dont le lancement a eu lieu de nuit le 14 novembre 2008 depuis le Kennedy Space Center.
À cause de mauvaises conditions météo sur le Centre spatial Kennedy, Endeavour a dû atterrir sur une des pistes d'Edwards Air Force Base. C'est la 52e fois qu'une navette spatiale y atterrissait.

## Équipage
- Commandant : Christopher Ferguson (2)  États-Unis
- Pilote : Eric A. Boe (1)  États-Unis
- Spécialiste de mission 1 : Stephen Gerard Bowen (1)  États-Unis
- Spécialiste de mission 2 : Heidemarie M. Stefanyshyn-Piper  (2)  États-Unis
- Spécialiste de mission 3 : Donald Pettit (2)  États-Unis
- Spécialiste de mission 4 : Robert Shane Kimbrough  (1)  États-Unis

Uniquement à l'aller :
- Ingénieur de vol : Sandra Magnus (2)  États-Unis

Uniquement au retour :
- Ingénieur de vol : Gregory Chamitoff (1)  États-Unis

Le chiffre entre parenthèses indique le nombre de vols spatiaux effectués par l'astronaute, STS-126 inclus.

## Paramètres de la mission
- Masse :
  - Navette au décollage : 121 061 kg
  - Navette à l'atterrissage : 101 343 kg
- Périgée : 343 km
- Apogée : 350 km
- Inclinaison : 51,6°
- Période : 91,6 min

## Objectifs
Livrer des équipements permettant d'accroitre la capacité d'accueil de la station spatiale (passage de 3 à 6 résidents pour le printemps 2009),.
STS-126 a été planifiée pour être une mission de seize jours avec quatre sorties extra-véhiculaires.
Celles-ci étaient principalement dédiées à la mise en service et à la réparation du module SARJ .
Un jour d'arrimage supplémentaire a été rajouté au plan de vol pour donner plus de temps à l'équipage dans l'accomplissement des tâches prévues. Le module Solar Alpha Rotary Joint avait montré un comportement anormal depuis août 2007 et son utilisation a été minimisée en attente d'un diagnostic et d'une réparation.

## Charge Utile
Le module MPLM Leonardo fut utilisé à cette occasion (5e vol spatial).